# Gymnasiereformen af 2004
I 2004 vedtog Folketinget en Reform af det almene gymnasium (stx), højere forberedelseseksamen (hf), højere handelseksamen (hhx) og højere teknisk eksamen (htx). Reformen blev implementeret ved starten af skoleåret 2005-2006.
Gymnasiereformen blev udarbejdet af Undervisningsministeriets embedsmænd i Ulla Tørnæs' periode som undervisningsminister. Da Bertel Haarder i efteråret 2004 erstattede Ulla Tørnæs som minister, lagde han ikke skjul på, at reformen ikke ligefrem var hans kop te.
Blandt reformens centrale idèer er et ønske om mere tværfaglighed, ligesom det nye fag Almen Studieforberedelse har været en stor omvæltning i gymnasiet.
Reformen blev vedtaget med et overvældende flertal i Folketinget – kun Enhedslisten stemte imod.

## Kritik
I de første år efter reformens indførelse har mange gymnasielærere, ikke mindst igennem Gymnasieskolernes Lærerforening (GL), givet udtryk for et øget stressniveau i forbindelse med nogle af deres nye opgaver. For at imødekomme disse problemer udarbejdede det såkaldte monsterudvalg en rapport med en række forslag til forbedringer af reformen, der vil lette lærernes administrative arbejdsbyrde, og disse forslag forventes gennemført inden skoleårets begyndelse i efteråret 2007.
I 2014 blev det rapporteret både fra Danmarks Tekniske Universitet og Fysiklærerforeningen, at gymnasiereformen var skyld i faldende faglighed inden for de naturvidenskabelige fag. DI udtrykte ligeledes bekymring for, at dette kan sænke antallet af ingeniører. Endnu en ny lov fra 2013 har yderlige gjort, at færre tager fysik, kemi, biologi og naturgeografi på B-niveau, hvilket betyder at flere må supplere deres studentereksamen.
Tal fra Undervisningsministeriet viste i 2014, at færre studenter fra STX havde den rette fagkombination til at fortsætte på ingeniørstudiet efter reformen, end det var tilfældet inden. Omkring 44 % af eleverne kunne fortsætte direkte inden reformen, mod 27 % efter. Mængden af studerende på HTX med den rette fagkombination er steget lidt, men langt fra i samme omfang som faldet på det almene gymnasium.
I en undersøgelse fra Danmarks Evalueringsinstitut, der blev offentliggjort i efteråret 2014, blev det konkluderet, at optaget på de naturvidenskabelige uddannelser var vokset efter gymnasiereformen, og undervisningsministeren Christine Antorini fremhævede netop reformen som en af årsagerne. Ingeniørenes fagforening IDA og DI reagerede kraftigt på undersøgelsen og Charlotte Rønhof fra DI udtalte at hun var "rystet over konklusionen" samt at "Historien bliver solgt på, at det er en succes, men det er ikke en succes for ingeniøruddannelserne...". Frida Frost fra IDA kommenterede undersøgelsen med "Jeg er ikke begejstret" og fortsatte med man "fejlet med gymnasiereformen, fordi der i dag er færre studenter, der kan gå direkte ind på et ingeniørstudium end før gymnasiereformen", så hun ikke håbede at rapporten "bliver en sovepude for politikerne". Det blev påpeget at undersøgelsens svage punkt var at fagkobinationen ABB (ét A-niveaufag og to på B-niveau) var lav inden reformen, men at omkring 75 % af elverne havde adgangsgivende kombination ABC til ingeniøruddannelserne. Denne sammensætning var faldet markant efter reformen. En gymnasielærer, der havde udført disse beregninger udtalte at det grænsede til manipulation. Antorini meddelte efterfølgende at man ville se på mulighederne for at øge antallet af studenter der får direkte adgang til naturvidenskabelige uddannelser.